# Alaudala cheleensis beicki
Alaudala cheleensis beicki is een ondersoort van de mongoolse kortteenleeuwerik uit de familie van de leeuweriken. 

## Verspreiding en leefgebied
De soort komt voor in zuidelijk Mongolië en het noordelijke deel van Centraal-China.